# Tiro (araldica)
Tiro è un termine utilizzato in araldica per indicare in uno scaccato (o in un losangato) la colonna verticale di scacchi (o di losanghe) sovrapposti: conseguentemente il numero di tiri si conta in senso orizzontale.

Scaccato di rosso e di bianco di sei tiri e sei file
Stemma scaccato di 36 pezzi, sei tiri e sei file
Troncato: il primo scaccato d'oro e di nero, di due file e quattro tiri